# Сугая, Рисако
Рисако Сугая (яп. 菅谷 梨沙子, род. 4 апреля 1994 года в префектуре Канагава, Япония) — японский идол, певица, участница гёрл-группы Berryz Kobo.

## Карьера
Рисако Сугая вошла в состав Hello! Project в 2002 году, после того, как в прослушиваниях в Hello! Project Kids стала одной из 15 победительниц (отобранных из 27958 подавших заявки).
Первой работой Рисако в Hello! Project стала временная музыкальная группа 4Kids, созданная для фильма «Mini Moni ja Movie: Okashi na Daibouken!» с участием группы Mini Moni. Фильм вышел в конце 2002 года.
В 2003 году Сугая сыграла главную роль в фильме «Hotaru no Hoshi» (яп. 蛍の星). Хикари, героиня Рисако, — ученица начальной школы, которой помогает справиться с эмоциональными проблемами молодой учитель.
Под Новый год того же года Сугая приняла участие в 54-м ежегодном музыкальном шоу «Кохаку ута гассэн» как бэк-дансер на выступлении Аи Мацуры.
В январе 2004 года Сугая была введена в состав новой группы, которую продюсер проекта Цунку создал из восьми участниц Hello! Project Kids и назвал Berryz Kobo. Надо сказать, что, объявляя о создании новой группы, Цунку сказал, что состав Berryz Kobo будет меняться, и он собирается ротировать через неё всех участниц Hello! Project Kids, но потом от этой идеи Цунку отказался, ротировать участниц не стал.
В октябре 2006 года Рисако стала первой участницей своей группы Berryz Kobo, а также в 12 лет самой молодой в Hello! Project, выпустившей сольную фотокнигу.
31 декабря 2006 года в 57-м «Кохаку ута гассэн» Рисако опять приняла участие в качестве бэк-дансера, во время исполнения группой Morning Musume песни «Aruiteru»; вместе с ней на подтанцовке в этой песне были и другие девочки из Berryz Kobo и Cute. А в следующем, 58-м, выпуске (в 2007 году) обе группы из Hello! Project Kids на этом престижном шоу уже официально дебютировали.
В сентябре 2009 году для исполнения опенингов (песен, звучащих во время открывающих титров) в аниме-сериале «Shugo Chara!» был создан юнит Guardians 4. Группа состояла из 4 девушек. Три, включая Рисако, были из Hello! Project Kids (две остальные — Юрина Кумаи из Berryz Kobo и Саки Накадзима из Cute), и одна, Айка Мицуи, была из Morning Musume.

## Группы и юниты Hello! Project
- Hello! Project Kids
- Berryz Kobo (2004 — настоящее время)
- H.P. All Stars (2004)
- v-u-den (2009 — ?, реинкарнация группы)
- Guardians 4 (2009 — ?)
- Hello! Project Mobekimasu (2011)

## Дискография
Список релизов группы Berryz Kobo см. в дискографии Berryz Kobo.

### Синглы
| №    | Исполнитель                                                                                          | Название | Дата выпуска    | Чарты                      |
| №    | Исполнитель                                                                                          | Название | Дата выпуска    | Oricon Weekly Single Chart |
| ---- | --- | --- | --------------- | -------------------------- |
| 2002 | Mini Moni with Ai Takahashi + 4Kids                                                                  | «Genki Jirushi no Ōmori Song / Okashi Tsukutte Okkasi!» (яп. げんき印の大盛りソング/お菓子つくっておっかすぃ〜) | 27 ноября 2002  | 9                          |
| 2010 | Kitagawa Mimi (CV Ogawa Mana) with MM Gakuen Gasshoubu / Ibu Himuro (CV Sugaya Risako / Berryz Kobo) | «Oshare My Dream / Elegant Girl» (яп. おしゃれ マイドリーム/エレガントガール)                                   | 13 октября 2010 | 10                         |

### Сольные DVD
| № | Название                                             | Дата выпуска    | Чарты                      | Лейбл                            |
| № | Название                                             | Дата выпуска    | Oricon Weekly Single Chart | Лейбл                            |
| - | ---------------------------------------------------- | --------------- | -------------------------- | -------------------------------- |
| 1 | Sugaya Risako in Hokkaido (яп. 菅谷梨沙子 in 北海道) | 2 декабря 2009  | 64                         | Piccolo Town                     |
| 2 | Le Soleil                                            | 12 февраля 2011 | —                          | e-LineUP! (огранич. дистрибуция) |